# James Bond Theme (Moby's Re-Version)
James Bond Theme (Moby's Re-Version) è un brano strumentale del musicista di musica elettronica statunitense Moby, remix del tema della serie James Bond, usato come parte di colonna sonora nel diciottesimo film di quest'ultima.
La canzone è arrivata al numero 8 nella Official Singles Chart, superando Go (che era al numero 10 sei anni prima). Al riguardo, Moby disse: «È fatto per sentire un po' di qualcosa di perfetto rimescolato in modo strano».

## La canzone
Il pezzo presenta due campioni di dialogo dai film di Bond: il primo consiste nella celebre frase che pronuncia Pierce Brosnan "Bond, James Bond"; il secondo invece è un estratto da una conversazione tra Bond e Auric Goldfinger proveniente dal lungometraggio Goldfinger: "Si aspetta che io parli" / "No, signor Bond. Aspetto che lei muoia."
James Bond Theme è stato pubblicato successivamente nell'antologia I Like to Score, lanciata lo stesso anno.

## Video musicale
È stato girato un video musicale dal regista Jonas Åkerlund, che mostra il musicista nei panni dell'agente segreto 007, alle prese con il salvataggio di una donna inseguita da malviventi. Nel video sono state inserite alcune scene del film.

## Tracce
Il tema di James Bond è stato composto da Monty Norman e remixato, missato, eseguito e prodotto da Moby.
CMute210 (UK)
1. James Bond Theme (Moby's Re-Version) – 3:13
2. James Bond Theme (Moby's Re-Version) (Moby's Dance Edit) – 4:30

CDMute210 (UK)
1. James Bond Theme (Moby's Re-Version) – 3:13
2. James Bond Theme (Moby's Re-Version) (Grooverider's Jeep Remix) – 7:42
3. James Bond Theme (Moby's Re-Version) (Da Bomb Remix) – 7:51
4. James Bond Theme (Moby's Re-Version) (CJ Bolland Remix) – 5:14
5. James Bond Theme (Moby's Re-Version) (Dub Pistols Remix) – 5:51
6. James Bond Theme (Moby's Re-Version) (Dubble-Oh Heaven Remix) – 6:07

7559-63904-2 (Australia)
1. James Bond Theme (Moby's Re-Version) (Moby's Main Mix) – 3:13
2. James Bond Theme (Moby's Re-Version) (CJ Bolland's Dubble-Oh Heaven Remix) – 6:07
3. James Bond Theme (Moby's Re-Version) (Danny Tenaglia's Twilo Mix) – 11:57
4. James Bond Theme (Moby's Re-Version) (Moby's Extended Mix) – 5:50
5. James Bond Theme (Moby's Re-Version) (Piet Blanc's Da Bomb Remix) – 7:51
6. James Bond Theme (Moby's Re-Version) (Danny Tenaglia's Acetate Dub) – 7:41
7. James Bond Theme (Moby's Re-Version) (Grooverider's Jeep Remix) – 7:42
8. James Bond Theme (Moby's Re-Version) (Bonus Beats) – 2:01

12Mute210 (UK)
1. James Bond Theme (Moby's Re-Version) (LSG Mix) – 8:05
2. James Bond Theme (Moby's Re-Version) (Moby's Extended Mix) – 5:50
3. James Bond Theme (Moby's Re-Version) (Danny Tenaglia's Twilo Mix) – 11:57

L12Mute210 (UK)
Questa versione è a edizione limitata (4000 copie).
1. James Bond Theme (Moby's Re-Version) (Grooverider's Jeep Remix) – 7:42
2. James Bond Theme (Moby's Re-Version) (Danny Tenaglia's Acetate Dub) – 7:41
3. James Bond Theme (Moby's Re-Version) (Dub Pistols Remix) – 5:51
4. James Bond Theme (Moby's Re-Version) (CJ Bolland Remix) – 5:14
5. James Bond Theme (Moby's Re-Version) (Da Bomb Remix) – 7:51
6. James Bond Theme (Moby's Re-Version) (Bonus Beats) – 2:01

## Classifiche
| Classifica (1997)                 | Posizione massima |
| --------------------------------- | ----------------- |
| Francia                           | 41                |
| Germania                          | 48                |
| Regno Unito                       | 8                 |
| Stati Uniti (hot dance club play) | 1                 |